# 12222 Perotto
12222 Perotto este un asteroid din centura principală de asteroizi.

## Descriere
12222 Perotto este un asteroid din centura principală de asteroizi. A fost descoperit pe 19 noiembrie 1982 la Observatorul San Vittore din Bologna. Asteroidul prezintă o orbită caracterizată de o semiaxă mare de 2,62 ua, o excentricitate de 0,18 și o înclinație de 10,8° în raport cu ecliptica.